# بيرنهارد فيكي
بيرنهارد ويكي (بالألمانية: Bernhard Wicki)‏ ، من مواليد 28 أكتوبر عام 1919 ، وتوفي بتاريخ 3 يناير عام 2000م في ميونخ الألمانية، وهو مخرج أفلام سينمائي وممثل نمساوي ، أخرج بعدة أفلام ألمانية، ومنها فيلم الجسر عام 1959م.

## وصلات خارجية
- بيرنهارد فيكي في فهرس مكتبة ألمانيا الوطنية
- بيرنهارد ويكي على موقع IMDb (الإنجليزية)
- بيرنهارد ويكي على موقع مونزينجر (الألمانية)
- بيرنهارد ويكي على موقع ألو سيني (الفرنسية)
- بيرنهارد ويكي على موقع أول موفي (الإنجليزية)
- بيرنهارد ويكي على موقع قاعدة بيانات الأفلام السويدية (السويدية)
- بيرنهارد ويكي على موقع ديسكوغز (الإنجليزية)
- بيرنهارد ويكي على موقع قاعدة بيانات الفيلم (الإنجليزية)
- بيرنهارد ويكي على موقع كينوبويسك (الروسية)
- Photographs and literature